# 徐尚田
徐尚田（1933年—2014年7月29日）是當代中國武術名家，詠春拳名師葉問宗師的弟子。人稱「小念頭之王」。

## 生平

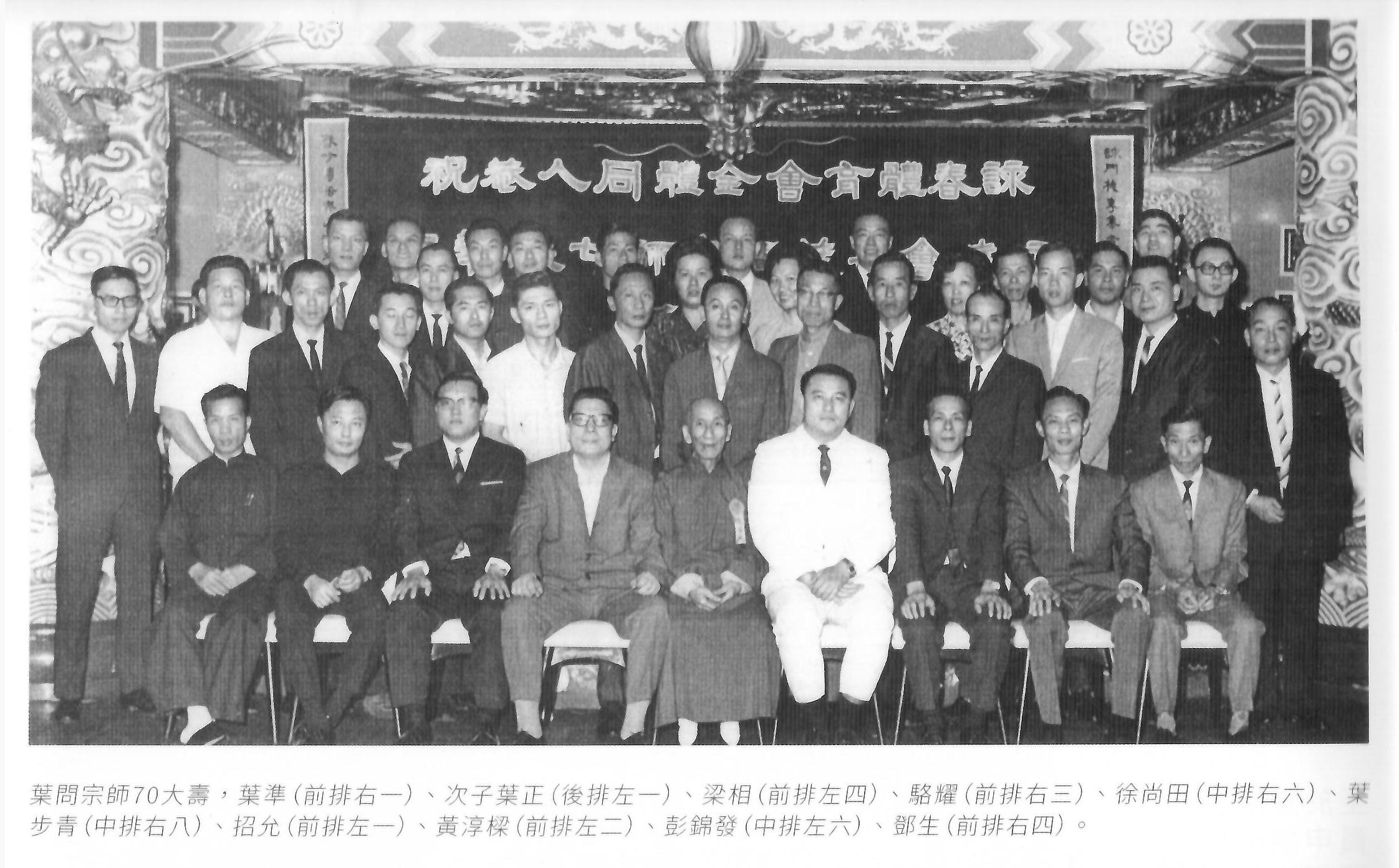
葉問宗師七十大壽合照，中排右六為徐尚田。

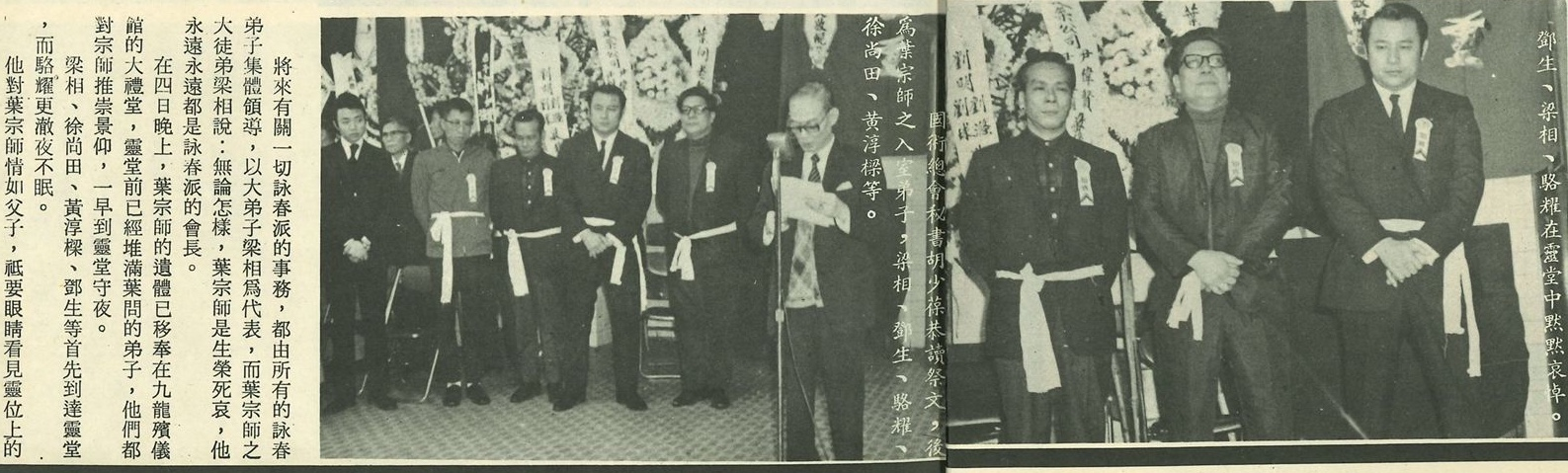
徐尚田於葉問宗師喪禮上的相關記載。

1933年生於中國廣東省，1949年11月移居香港。1950年9月開始隨葉問宗師習拳，次年正式拜葉問為師。
徐尚田幼時學習小念頭的時候，宗師只告訴他放鬆練習數遍。徐尚田有時間便打小念頭。約一年後，徐尚田與同門黐手，卻沒人能搬得動他的手。當時徐尚田自己也很納悶，為何自己什麼都沒做，只是很放鬆的將手擺著，怎麼對手費盡力氣都無法搬動他的手？後來經過多年的研究，徐尚田才體會到原來這就是小念頭的力量。而葉問弟子所傳近千，徐尚田卻能成為萬中選一將詠春小念頭傳承下來的人，可謂難能可貴。
2014年7月29日逝世。

## 外部連結
- 澳洲徐尚田系馮傳強師傅 （页面存档备份，存于）網站
- 澳洲徐尚田系 Mark Spence 師傅 （页面存档备份，存于）網站
- 香港徐尚田系馬紀輝師傅[永久]網站
- 加拿大徐尚田系列良耀師傅 （页面存档备份，存于）網站